# Lucie de Gennes
Lucie de Gennes (Levallois-Perret, 30 de agosto de 2001) es una deportista francesa que compite en vela en la clase 470. Ganó una medalla de bronce en el Campeonato Europeo de 470 de 2025.

## Palmarés internacional
| \| Campeonato Europeo \| Campeonato Europeo \| Campeonato Europeo \| Campeonato Europeo \| \| Año \| Lugar \| Medalla \| Clase \| \| ------------------ \| ------------------ \| ------------------ \| ------------------ \| \| 2025 \| Split (Croacia) \| Medalla de bronce \| 470 mixto \| |                 |                   |           |
| Campeonato Europeo |                 |                   |           |
| Año | Lugar           | Medalla           | Clase     |
| 2025 | Split (Croacia) | Medalla de bronce | 470 mixto |